# Bouda hidalgonis
Bouda hidalgonis är en fjärilsart som beskrevs av Dyar 1918. Bouda hidalgonis ingår i släktet Bouda och familjen nattflyn. Inga underarter finns listade i Catalogue of Life.